# Селесня
Селесня́ — река в России, протекает в Волоколамском городском округе Московской области. Левый приток реки Ламы.
Берёт начало западнее деревни Федцово. Течёт на восток по густым еловым лесам. Реку пересекает федеральная автодорога «Балтия». Устье реки находится у деревни Тимково в 107 км от устья Ламы. Длина реки составляет 16 км, площадь водосборного бассейна — 40,6 км².
Вдоль течения реки от истока до устья расположены населённые пункты Федцово, Зубово, Аксёново, Ананьино, Беркино, Хворостинино, Тимково.
По данным Государственного водного реестра России, относится к Верхневолжскому бассейновому округу. Речной бассейн — (Верхняя) Волга до Куйбышевского водохранилища (без бассейна Оки), речной подбассейн — бассейны притоков (Верхней) Волги до Рыбинского водохранилища, водохозяйственный участок — Волга от города Твери до Иваньковского гидроузла (Иваньковское водохранилище).